# Förpik
Förpiken är ett rum längst fram i fören på en båt.

## I fritidsbåtar
I mindre segelbåtar finns oftast bara två rum; själva huvudrummet som är det första man kommer in i, och förpiken. De flesta funktioner som kök och matbord finns i det förstnämnda, och förpiken brukar vanligen inrymma två kojplatser och förvaringsutrymmen. De minsta båtarna har ingen förpik utan enbart en stor ruff.